# Giovanni Volpato
Giovanni Trevisan, detto Volpato (Angarano, 1735 – Roma, 25 agosto 1803), è stato un incisore e ceramista italiano.

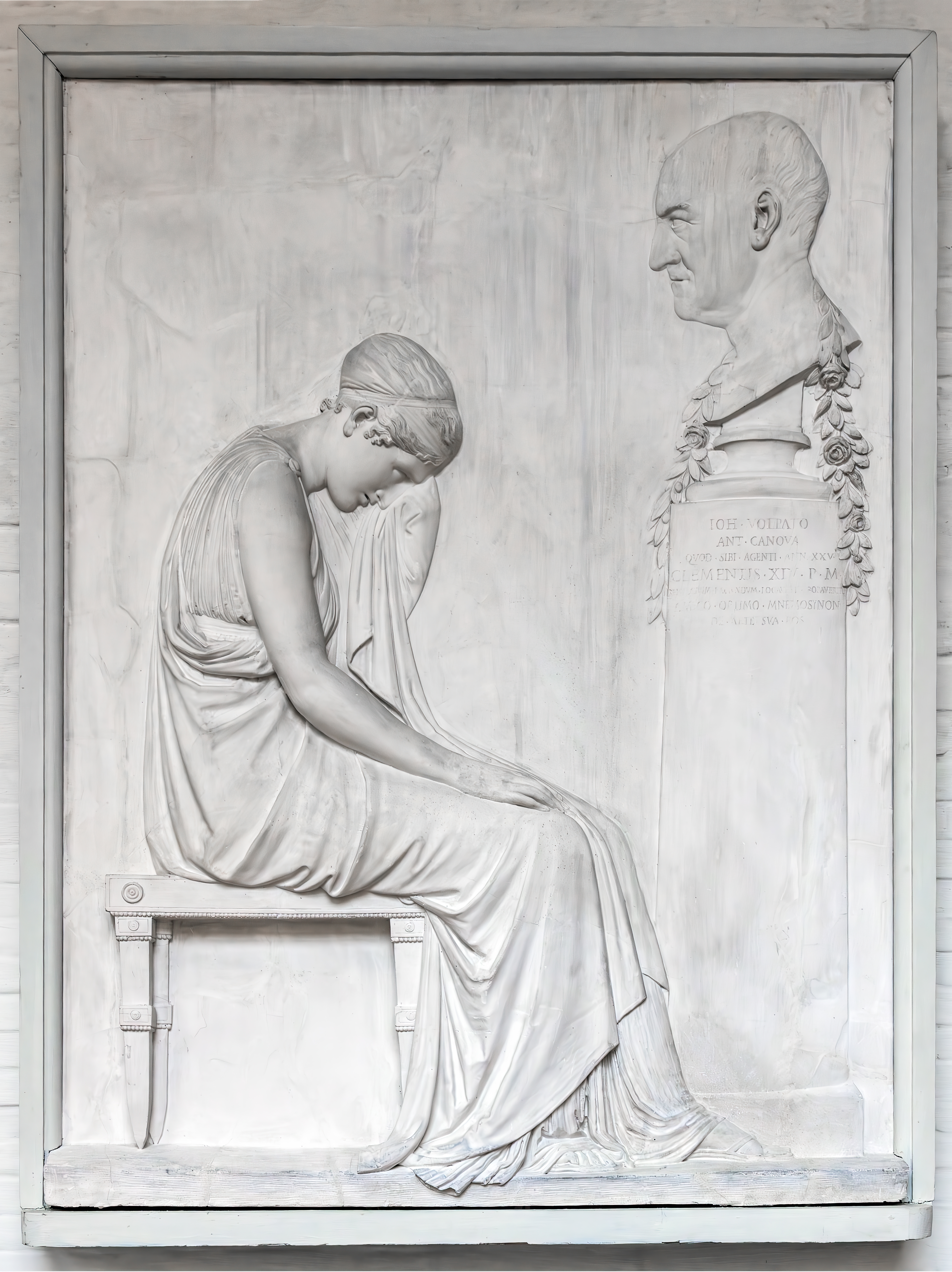
Stele funeraria di Giovanni Volpato - Antonio Canova

È stato tra i più importanti collezionisti e mercanti antiquari della fine del Settecento.

## Biografia
Giovanni Trevisan nasce ad Angarano (Bassano del Grappa) il 20 maggio 1735.  Nel 1762 si trasferisce a Venezia nello studio dell'incisore Francesco Bartolozzi, dove perfeziona l'arte dell'incisione ed entra in contatto con i principali artefici bassanesi, i Remondini, e con il celebre Bodoni, con cui lavora nel 1769 al volume celebrativo per le nozze del duca Ferdinando di Parma. Ormai consolidata la sua fama, nel 1771 Giovanni Volpato prende il cognome della nonna e decide di trasferirsi a Roma dove, nei trent'anni successivi, unirà all'attività di incisore (sue sono le riproduzioni delle Logge Vaticane del 1772-1776), quella di antiquario e mediatore di antichità, finanziando personalmente tutta una serie di scavi, dalle Terme di Caracalla del 1779, alle Terme di Tito, in collaborazione con Gavin Hamilton, fino a piazza San Marco e piazza Venezia, solo per citarne alcuni.
Giovanni Volpato stringe rapporti con i più influenti salotti della città: i nomi sono quelli di Angelica Kauffmann, del marito Antonio Zucchi, di Thomas Jenkins e dell'ambasciatore veneziano a Roma Girolamo Zulian, grande collezionista e conoscitore d'arte. Fu quest'ultimo a commissionare ad Antonio Canova il Teseo e il Minotauro nel 1781, l'unico marmo canoviano di cui si conosce una versione in biscuit di Volpato.
Abile uomo d'affari, Giovanni Volpato, oltre a sviluppare il commercio di antichità, il restauro e la produzione di copie e di incisioni, legato ai collezionisti e ai visitatori stranieri, si dedica anche alla realizzazione di riproduzioni dei capolavori dell'antichità classica, modellati in piccole dimensioni, nell'elegante e candido biscuit (porcellana non invetriata).

## La manifattura dibiscuit
Giovanni Volpato fonda la sua manifattura in un vasto stabile nelle vicinanze della chiesa di Santa Pudenziana (oggi via Urbana, angolo via della Caprereccia) nel 1785 e già l'anno successivo ottiene la privativa da papa Pio VI, essendo decaduta due anni prima quella già concessa a Filippo Coccumus. Il negozio di vendita era in via dei Greci, una traversa di via del Babuino. Volpato dedica grande attenzione alla commerciabilità dei suoi pezzi scegliendo di produrre biscuit, dall'aspetto simile al marmo antico e di qualità sostenuta (le terre utilizzate nell'impasto provengono da Montecarlo di Lucca, dalle cave del Tretto e in seguito soprattutto da Civita Castellana), che uniscono in modo armonioso una forte sensibilità archeologica al desiderio di ottenere quell'effetto decorativo tanto apprezzato dalla clientela. La produzione, fatta salva qualche opera "moderna" (come il già citato Teseo e il Minotauro o l'erma di papa Pio VI), i cui modelli sono attribuiti dagli studiosi ad artisti vicini a Volpato, come Vincenzo Pacetti, Gavin Hamilton, Bartolomeo Cavaceppi, è infatti un vero e proprio campionario della cultura archeologica del momento, ispirata a quegli stessi marmi che Volpato contribuiva a scavare. Abile imprenditore, infatti, Volpato nei suoi cataloghi di fabbrica e nelle Note de' pezzi, che attraverso amicizie e conoscenze straniere mandava in giro per l'Europa, inserisce i capolavori conservati nei musei delle antichità della città, come l'Apollo e le nove Muse del Museo Pio-Clementino o il Galata morente del neo-nato Museo Capitolino, e nelle grandi raccolte private. Rientra in questo ultimo caso il celeberrimo Fauno Barberini.
Nella lista dei pezzi, Volpato non tralascia di specificare che si potevano realizzare gruppi e figure singole a richiesta del committente, come nel caso di quella che sembra essere stata la prima commissione importante, il centrotavola ordinato da Ennio Quirino Visconti, per conto di Sigismondo Chigi, che richiese dei sostegni appositamente realizzati. I dessert, i grandi insiemi che decoravano la tavola al termine dei pranzi formali nel XVIII secolo, punto di forza della produzione della manifattura, potevano essere composti secondo il desiderio e il gusto degli acquirenti. Sono giunti sino a noi il centrotavola Pallavicini, ancora di proprietà della famiglia romana, e quello detto di Bassano, conservato nel Museo Civico (Bassano del Grappa) con il gruppo del Trionfo di Bacco e Arianna, ispirato al soffitto di Newby Hall, dipinto nel 1770 da Antonio Zucchi.
Giovanni Volpato muore nel 1803, seguito a breve dal figlio Giuseppe che ebbe un ruolo importante nella gestione della manifattura ceramica del padre. La manifattura viene ereditata dalla vedova di Giuseppe, Maddalena Riggi, e del suo secondo marito, il modellatore Francesco Tinucci (morto nel 1818): già a quest'epoca, per le mutate condizioni del mercato, non si producono più i biscuit, mentre proseguirà la produzione di terraglie e maioliche, in attività dal 1785 circa.

## La manifattura di terraglie e di maioliche
Giovanni Volpato fin dai primi anni di attività affianca alla produzione di biscuit, quella di terraglie e maioliche che già alla fine del secolo sembra essere particolarmente articolata, comprendendo vasellame e figure. Questi materiali, probabilmente, costituivano un importante polmone finanziario per l'impresa della famiglia, ma purtroppo di tutta questa produzione che, stando ai cataloghi di fabbrica comprendeva oggetti d'uso quotidiano, vasellame per l'uso della tavola e ceramiche destinate all'igiene personale, sono giunti a noi poco più di due piatti conservati al Museo Civico di Bassano del Grappa (Cat. n. 484). La terraglia era impiegata anche per la realizzazione di gruppi e figure sia di soggetto sacro, come il Cristo alla colonna della Collezione Cini, ai Musei Capitolini (Cini 361), sia di soggetto classico come i gruppi con scene dall'antico, conservati a Milano nei Musei Civici delle Arti Applicate del Castello Sforzesco (inv. 1474 e 1475). La produzione di terraglie e maioliche continuerà anche dopo la morte dei Volpato, padre e figlio, nel 1803, sia a Roma sia a Civita Castellana, sede probabilmente aperta già nel 1801 e gestita dallo stesso Giuseppe. L'attività resterà nelle mani della famiglia, fino agli anni Trenta del XIX secolo poco dopo la morte di Angelo Volpato nel 1831.